# Herrad von Landsberg
Herrad von Landsberg Landsberg, detta anche Herrad von Hohenbourg (... tra il 1125 e il 1130 – Hohenbourg, 25 luglio 1195), è stata una badessa e scrittrice tedesca.
Come monaca venne istruita dalla badessa Relinda, che fu inviata all'abbazia di Hohenbourg sul Mont Sainte-Odile da Federico Barbarossa, proveniente dall'abbazia di Bergen. Herrad successe a  Relinda nel governo dell'abbazia di Hohenbourg nel 1167 e vi rimase fino alla morte. Ella ebbe grande notorietà come autrice di un famoso manoscritto miniato, l'Hortus deliciarum (L'orto delle delizie), del quale compilò sia il testo in lingua latina che le miniature. È considerata la prima enciclopedia redatta da una donna.